# ليزا هاريسون
ليزا هاريسون (بالإنجليزية: Lisa Harrison)‏ مواليد 2 يناير 1971 في لويفيل، هي لاعبة كرة سلة أمريكية سابقة بدأت مسيرتها الاحترافية في سنة 1996. تم اختيارها من قبل فريق فينيكس ميركوري خلال الدرافت. يبلغ طولها 6 قدم 1 بوصة (1.9 م). اعتزلت اللعب في 2005.

## روابط خارجية
- ليزا هاريسون على موقع الاتحاد الوطني لكرة السلة النسائية (الإنجليزية)
- ليزا هاريسون على موقع كرة السلة الأوروبية.كوم (الإنجليزية)
- ليزا هاريسون على موقع كلية كرة السلة في سبورتس رفرنس.كوم (الإنجليزية)
- ليزا هاريسون على موقع بروبوليرز (الإنجليزية)
- ليزا هاريسون على موقع سبورتس رفرنس (الإنجليزية)